# Ногавицино
Ногави́цино — деревня в Большемурашкинском районе Нижегородской области России. Входит в состав Григоровского сельсовета.

## География
Деревня находится в центральной части Нижегородской области, в зоне хвойно-широколиственных лесов, к югу от реки Пужавы, к северу от автодороги 22Н-0617, на расстоянии приблизительно 16 километров (по прямой) к северо-западу от Большого Мурашкина, административного центра района.
Климат
Климат характеризуется как умеренно континентальный, с коротким тёплым летом и холодной снежной зимой. Среднегодовая температура — 3,4 °C. Средняя температура воздуха самого тёплого месяца (июля) — 16,9 °C (абсолютный максимум — 37 °C); самого холодного (января) — −12,2 °C (абсолютный минимум — −45 °C). Среднегодовое количество атмосферных осадков составляет около 450—550 мм, из которых 387 мм выпадает в период с апреля по октябрь.
Часовой пояс
Деревня Ногавицино, как и вся Нижегородская область, находится в часовой зоне МСК (московское время). Смещение применяемого времени относительно UTC составляет +3:00.

## История
На карте Нижегородского уезда 1800 года населённый пункт имеет весьма значительные размеры и обозначен следующим образом — Село Наговицыно. На ней он изображён вдоль левого берега ручья в овраге под названием Калышка, впадающего затем в Пужаву.

## Население
| 2002 | 2010 |
| ---- | ---- |
| 14   | ↘2   |

Национальный состав
Согласно результатам переписи 2002 года, в национальной структуре населения русские составляли 100 %.